# ۱۴۱۰ (میلادی)
۱۴۱۰ (میلادی) هزار و چهارصد و دهمین سال تقویم میلادی است.

## رویدادها
- وقوع نبرد گرونوالد

## درگذشتگان
‎